# Кастельйон-де-ла-Плана
Кастельйо́н-де-ла-Плана (ісп. Castellón de la Plana, МФА: [kasteˈʎon de la ˈplana]; валенсійська: Castelló de la Plana) — місто і муніципалітет на середземноморському узбережжі Іспанії в районі Коста-дель-Асаар, адміністративний центр провінції Кастельйон. Також — Кастельон-де-ла-Плана.

## Назва
- Кастельйо́н-де-ла-Плана (ісп. Castellón de la Plana, МФА: [kasteˈʎon de la ˈplana]) — іспанська назва.
- Кастельо́н[1] (ісп. Castellón, МФА: [kasteˈʎon]) — скорочена іспанська назва.

## Релігія
- Центр Сегорбе-Кастельйонської діоцезії Католицької церкви.

## Уродженці
- Вісенте Хінер — іспанський канонік і художник доби бароко
- Марина Альбіоль (* 1982) — іспанський політичний діяч.